# Etxebarria (patronyme)
Pour les articles homonymes, voir Etxebarria et Echevarria.
Etxebarria est un patronyme d'origine basque qui signifie « la maison neuve ».
La graphie académique actuelle Etxebarria ainsi que les graphies traditionnelles Echebarria et Echevarria  ont la même racine.